# Сюсенс, Кен
Кеннет Гленн «Кен» Сюсенс (англ. Kenneth Glenn "Ken" Suesens; 23 октября 1916, Берлингтон, Айова, США — 29 мая 1992, Де-Мойн, Айова, США) — американский профессиональный баскетболист и тренер, завершивший карьеру. Чемпион НБЛ в сезоне 1942/1943 годов.

## Ранние годы
Кен Сюсенс родился 23 октября 1916 года в городе Берлингтон (штат Айова), там же учился в одноимённой школе, в которой играл за местную баскетбольную команду. В 1938 году закончил Айовский университет, где в течение трёх лет играл за команду «Айова Хокайс». При Сюсенсе «Хокайс» ни разу не выигрывали ни регулярный чемпионат, ни турнир конференции Big Ten, а также ни разу не выходили в плей-офф студенческого чемпионата США.

## Профессиональная карьера
Играл на позиции защитника. В 1938 году Кен Сюсенс заключил соглашение с командой «Шебойган Рэд Скинс», выступавшей в то время в Национальной баскетбольной лиге (НБЛ), в которой провёл всю свою спортивную карьеру. Всего в НБЛ провёл 11 сезонов. В сезоне 1942/1943 годов, будучи одноклубником Бадди Дженнетта, Рубена Лаутеншлагера, Кена Бюхлера и Эда Данкера, выиграл чемпионский титул в составе «Шебойган Рэд Скинс». Кроме того Сюсенс два раза включался во 2-ю сборную всех звёзд НБЛ (1943—1944). Всего за свою карьеру в НБЛ Кен Сюсенс сыграл 208 игр, в которых набрал 514 очков (в среднем 2,5 за игру). Помимо этого Сюсенс в составе «Рэд Скинс» десять раз участвовал во Всемирном профессиональном баскетбольном турнире, но без особого успеха.

## Тренерская карьера
Последний сезон в качестве игрока «Шебойган Рэд Скинс» Сюсенс был играющим тренером команды, которая по его итогам заняла третье место в Западном дивизионе и вышла в плей-офф, где по всем статьям проиграла в первом раунде команде «Три-Ситис Блэкхокс» со счётом 0—2. После завершения профессиональной карьеры игрока Кен продолжил карьеру в «Рэд Скинс» уже в качестве главного тренера, клуб в межсезонье перешёл в Национальную баскетбольную ассоциацию (НБА). По итогам сезона 1949/1950 годов его родная команда заняла четвёртое место в Западном дивизионе, победив всего в 22-х матчах из 62-х, но вышла в плей-офф, где в первом же раунде проиграла команде «Индианаполис Олимпианс» со счётом 1—2. В сезоне 1950/1951 годов под его руководством «Шебойган Рэд Скинс» завоевали чемпионский титул, выступая уже в НПБЛ (29—16). Затем, сменив прописку, в течение семи сезонов руководил студенческой командой «Вальпараисо Крузейдерс» (1951—1958), в которой выиграл всего 44 процента матчей (74—93), так ни разу и не сыграв в плей-офф турнира NCAA, после чего решил завершить и свою тренерскую карьеру.

## Смерть
Кен Сюсенс умер 29 мая 1992 года на 77-м году жизни в городе Де-Мойн (штат Айова).